# Lycium schaffneri
Lycium schaffneri ist eine Pflanzenart aus der Gattung der Bocksdorne (Lycium) in der Familie der Nachtschattengewächse (Solanaceae).

## Beschreibung
Lycium schaffneri ist ein 1 bis 4 m hoch werdender Strauch, der mit Stacheln bewehrt ist. Die Laubblätter sind unbehaart, 18 bis 50 mm lang und 5 bis 11 mm breit.
Die Blüten sind zwittrig und fünfzählig. Der Kelch ist glockenförmig und unbehaart, die Kelchröhre ist 2 bis 3 mm lang und mit 3 mm langen Kelchzipfeln besetzt. Die Krone ist eiförmig und creme-farben bis violett-purpurn. Die Kronröhre ist 12 bis 18 mm lang, die Kronlappen werden bis zu 4 mm lang. Die unteren 2 mm des freistehenden Teils der Staubfäden ist fein behaart.
Die Frucht ist eine abgeflachte Beere, die eine Einschnürung aufweist. Sie enthält vier Samen.

## Vorkommen
Die Art ist in den mexikanischen Bundesstaaten Zacatecas und San Luis Potosí verbreitet.

## Belege
- J.S. Miller und R.A. Levin: Lycium schaffneri. In: Project Lycieae